# Leucauge saphes
Leucauge saphes là một loài nhện trong họ Tetragnathidae.
Loài này thuộc chi Leucauge. Leucauge saphes được miêu tả năm 1936 bởi Chamberlin & Ivie.